# Gharkawi
Le Gharkawi ou Kordofani (arabe : غربي / gharbaui) est une race de chevaux originaire de Kordofan et du Darfour, dans l'ouest du Soudan. Proche du Barbe dont il descend, il a été croisé avec l'Arabe et le Pur-sang.  
Ce petit cheval de selle peut être attelé ou bien monté pour des sports équestres, selon les besoins. Les effectifs étaient d'environ 9 000 têtes en 1994, mais il n'existe pas d'informations fiables plus récentes. 

## Histoire
La race est connue sous de très nombreux noms (répertoriés dans la base de données DAD-IS), notamment « poney de l'Ouest du Soudan », « poney du Darfour », Kordofani, Mayray, Reziegi Taaishi et Messeri. Formée au début du XXe siècle, elle descend vraisemblablement du Barbe, des croisements avec l'Arabe et le Pur-sang s'étant produit au cours du XXe siècle, notamment dans les années 1950 et 1960, sous l'impulsion du gouvernement soudanais de l'époque.

## Description
Il s'agit du plus petit des deux types de chevaux trouvés communément dans le Darfour. D'après le guide Delachaux, il toise de 1,40 m à 1,45 m. DAD-IS donne une moyenne de 1,40 m, pour un poids de 400 à 450 kg. CAB International distingue le Gharbui, auquel est attribué une taille de 1,47 m en moyenne, du poney du Darfour.
Fin cheval de selle, il évoque le Barbe. La tête est de profil convexe, l'encolure courte et musclée, les membres sont longs et fins.
Il est d'ordinaire de robe bai, alezan, ou gris, avec des marques blanches. D'après CAB International, le Gharbui est plus généralement porteur de marques primitives (rayures).
Les juments allaitent ordinairement leurs poulains jusqu'à l'âge de 7 ou 8 mois.

## Utilisations
Il est localement monté, y compris en sports équestres, ou mis à la traction légère.

## Diffusion de l'élevage
La race est propre aux régions de Kordofan et au Darfour du Sud, au Soudan. Elle est également présente dans le sud du Tchad. Le niveau de menace d'extinction pesant sur le Gharkawi n'est pas connu. L'unique relevé de population publié, datant de 1994, donne un effectif de 8 000 à 10 000 têtes, avec tendance à la baisse. L'étude menée par l'Université d'Uppsala, publiée en août 2010 pour la FAO, signalait le western Sudan pony comme race de chevaux locale africaine qui n'est pas menacée d'extinction.
Il n'existe pas d'information plus récentes concernant cette race.